# Mendoza RM2
La Mendoza RM2 fue una ametralladora ligera diseñada y fabricada en México. Empleaba cartuchos .30-06 Springfield y era alimentada mediante un cargador de 20 cartuchos insertado sobre el cajón de mecanismos. 
Las ametralladoras creadas para el Ejército Mexicano por la Fábrica Nacional de Armas y diseñadas por Rafael Mendoza desde 1928 eran conocidas por su ligereza y bajo costo de producción, sin perder su fiabilidad. Empleaban un cilindro, en el cual los gases del disparo impulsan el pistón, cuyo émbolo está conectado a un cerrojo similar al de la ametralladora Lewis, a través de dos resaltes que lo hacen moverse y girar. La RM2 es el modelo más reciente, y su desarme ha sido simplificado mediante la retirada de un pasador, la culata y el plegado de la parte posterior del cajón de mecanismos, para poder retirar el cerrojo y el pistón.
Creada en la década de 1940 como derivado de la anterior ametralladora ligera Mendoza C-1934, se siguió produciendo hasta 1980 y oficialmente no se ha dado de baja.[cita requerida]